# شورای سرمایه‌گذاری ابوظبی
شورای سرمایه‌گذاری ابوظبی (به عربی: مجلس أبوظبی للاستثمار) شرکت سرمایه‌گذاری و صندوق ذخیره ارزیاماراتی است، که در سال ۲۰۰۷ پس از تفکیک شدن از سازمان سرمایه‌گذاری ابوظبی تأسیس شد.
شرکت آمریکایی مورگان استنلی اسمیت بارنی مالک کل سهام این شرکت میباشد.
شورای سرمایه‌گذاری ابوظبی در حال حاضر در زمینه مدیریت صندوق‌های سرمایه‌گذاری، مبادلات سهام اختصاصی، سهام شرکت‌ها، اوراق بهادار و اوراق درآمد ثابت،
توسعه املاک و مستغلات و سرمایه‌گذاری در زیرساخت‌های شهری، فعالیت می‌کند.
دفتر مرکزی این شرکت در شهر ابوظبی قرار دارد. محمد بن زاید آل نهیان، ریاست هیئت مدیره این شورا را در اختیار دارد.